# Birgit Friedmann
Birgit Friedmann (* 8. April 1960 in Königstein im Taunus) ist eine ehemalige deutsche Leichtathletin, die – für die Bundesrepublik Deutschland startend – 1980 Weltmeisterin im 3000-Meter-Lauf wurde (8:48,1 min).
Sie gewann damit den ersten deutschen Weltmeistertitel in der Leichtathletik und ist die erste Weltmeisterin in einer klassischen olympischen Disziplin der Leichtathletik überhaupt. Bei den Olympischen Spielen 1980 in Moskau war der 3000-Meter-Lauf und der 400-Meter-Hürdenlauf der Frauen noch nicht Teil des Programms. Stattdessen fanden die Weltmeisterschaften 1980 in Sittard in diesen beiden Disziplinen statt. Diese Weltmeisterschaften waren die ersten offiziellen Weltmeisterschaften für Frauen in klassischen olympischen Disziplinen der Leichtathletik, nachdem seit 1973 Weltmeisterschaften im Crosslauf ausgetragen wurden. Da 1984 der 3000-Meter-Lauf und der 400-Meter-Hüdenlauf erstmals auf dem olympischen Programm standen, blieben diese Weltmeisterschaften mit zwei Wettbewerben eine Einmaligkeit.
Birgit Friedmann startete auch bei den Europameisterschaften 1978 und 1982: 1978 gab sie im 3000-Meter-Endlauf auf; 1982 wurde sie Elfte im 1500-Meter-Lauf (4:14,66 min) und Fünfte im 3000-Meter-Lauf (8:43,65 min).
Sie startete für Eintracht Frankfurt. In ihrer aktiven Zeit war sie 1,66 m groß und wog 51 kg.
Neben ihrer sportlichen Karriere studierte Birgit Friedmann Medizin und leitet heute die Sportmedizin am Universitätsklinikum Heidelberg.